# Circuito de Pascuas
Ne doit pas être confondu avec GP Pascuas.
Le Circuito de Pascuas (en français : Circuit de Pâques) est une course cycliste espagnole disputée autour d'Oteiza, en Navarre. Organisée par l'UC de Navarra, elle est réservée aux coureurs amateurs.

## Palmarès depuis 1991
| Année | Vainqueur               | Deuxième           | Troisième                |
| ----- | ----------------------- | ------------------ | ------------------------ |
| 1991  | Asier Guenetxea (es)    |                    |                          |
| 1992  | Ángel Casero            |                    |                          |
| 1993  | Aitor Bugallo           |                    |                          |
| 1994  | Santiago Blanco         |                    |                          |
| 1995  | Unai Osa                |                    |                          |
| 1996  | Eladio Jiménez          |                    |                          |
| 1997  | David Latasa            |                    |                          |
| 1998  | Mikel Artetxe           | Patxi Vila         | Miguel Soro              |
| 1999  | José Manuel Maestre     | Rafael Mateos      | Luis Murcia              |
| 2000  | José Luis Martínez (es) |                    |                          |
| 2001  | Unai Elorriaga          |                    |                          |
| 2002  | Aitor Pérez Arrieta     |                    |                          |
| 2003  | Aitor Pérez Arrieta     | Mikel Gaztañaga    | Jokin Ormaetxea          |
| 2004  | Gorka Lizarraga         | Gorka Bértiz       | Ander Urizar             |
| 2005  | José Antonio Redondo    | José Joaquín Rojas | Javier Aramendia         |
| 2006  | Javier Iriarte          | Gorka Bértiz       | Ismael Lizarraga         |
| 2007  | Andrey Amador           | Guillermo Lana     | José Carlos López        |
| 2008  | Luis Moyano             | Guillermo Lana     | Diego Tamayo             |
| 2009  | Fabricio Ferrari        | Florentino Márquez | Asier Maeztu             |
| 2010  | Mauricio Muller         | Daniel Díaz        | Antonio García González  |
| 2011  | Jorge Martín Montenegro | Yelko Gómez        | Román Mastrángelo        |
| 2012  | Ibai Daboz              | Mikel Aristi       | Antonio Angulo           |
| 2013  | Non disputé             |                    |                          |
| 2014  | Imanol Estévez          | Egoitz Fernández   | Erik Altuna              |
| 2015  | Iker Azkarate           | Jorge Arcas        | Mikel Elorza             |
| 2016  | Jaime Castrillo         | Eder Sáez          | Ibai Azurmendi           |
| 2017, | Sergio Samitier         | Asier Arana        | Juan Antonio López-Cózar |
| 2018  | Urko Berrade            | Martí Márquez      | Roger Adrià              |